# Spigelia guianensis
Espèce
Synonymes
- Montira guianensis Aubl. - Basionyme
- Spigelia humilis Benth.[2]

Spigelia guianensis est une espèce de plante à fleurs herbacée sud-américaine appartenant à la famille des Loganiaceae.

## Répartition
Spigelia guianensis est endémique du plateau des Guyanes.

## Statut
Spigelia guianensis a le statut d'espèce déterminante ZNIEFF en Guyane.

## Histoire naturelle
En 1775, le botaniste Aublet propose la diagnose suivante : 
« MONTIRA Guianenſis. (Tabula 257.) 

Herba annua, ſemi-pedalis. Caulis qnadrangularis, marginata. Folia Oppoſita, ſeſſilia, ovato-oblonga, acuta, glauca. Flores tres in bifurcatione ramorum, aut intra folia rerminalia, infimus ſeſſilis, alter pedunculo brevi, tertius longo pedunculo inſidens, omnes albidi. 
Florebat Junio. 

Habitat in hortis & campis cultis Guianæ. »

« LE MONTI de la Guiane. (PLANCHE 257.)
La racine de cette plante eſt fibreuſe & chevelue ; la tige quelle pouſſe eſt branchue & s'élève à la hauteur de ſept à huit pouces. Elle eſt noueuſe & à quatre angles bordés d'un petit feuillet. 
Les feuilles, qui partent de chaque nœud, ſont ſeſſiles, oppoſées oblongues, terminées en pointe, & de couleur vert-pale. De l'extrémité des branches & des rameaux naiſſent des fleurs dont une eſt preſque ſeſſile, & les deux autres ſont ſur un pédoncule plus allongé. 
Leur calice eſt d'une ſeule pièce, diviſé profondément en cinq parties longues & aiguës. 
La corolle eſt d'une ſeule pièce, de couleur blanchâtre ; c'eſt un tube courbe qui s'évaſe inſenſiblement juſqu'à ſon ſommet, lequel eſt diviſé en cinq lobes larges, terminés par une très petite pointe. 
Les étamines ſont au nombre de quatre, deux plus longues, & deux plus courtes, attachées à la partie inférieure du tube. Leur filet eſt grêle & porte une anthère à deux bourſes. 
Le piſtil eſt un ovaire arrondi, placé ſur un diſque ſurmonté d'un style, terminé par un stigmate large, concave, marqué d'un ſillon. 
L'ovaire devient une capsule formée de deux coques arrondies & réunies, qui s'ouvrent de côté de haut en bas en deux valves, d'où s'échappent des semences très menues.
La plante eſt repréſentée de grandeur naturelle. On a groſſi l'extrémité d'un rameau, & les parties de la fructification. 
Je n'ai trouvé qu'une ſeule fois cette petite plante ; c’étoit à Aroura, dans un champ où l'on cultivoit le coton, & qui appartenoit a M. de Monti, conſeiller au conſeil ſupérieur de Caïenne, qui m’a procuré toutes les facilités qui ont dépendu de lui pour la recherche des plantes. »

— Fusée-Aublet, 1775.